# 戈爾內特鄉
45°07′N 26°04′E / 45.117°N 26.067°E
戈爾內特鄉（羅馬尼亞語：Comuna Gornet, Prahova），是羅馬尼亞的鄉份，位於該國中南部，由普拉霍瓦縣負責管轄，面積26平方公里，海拔高度376米，2007年人口3,125，人口密度每平方公里119人。